# Patrilekt
En patrilekt (engelska patrilect) är en språklig varietet som talas av en patriklan. Ett språk med patrilekter är kugu nganhcara.